# 버블 메모리즈
《버블 메모리즈》(일본어: バブルメモリーズ)는 타이토에서 제작한 아케이드 게임으로, 버블보블 시리즈의 세 번째 작품이다. 1995년에 제작되어 1996년 2월부터 일본 오락실에서 가동을 시작했다. 스토리는 버블 심포니가 아닌 레인보우 아일랜드에서 이어진다.